# Stratégie de Göteborg
On désigne par Stratégie de Göteborg les principes et objectifs de l'Union européenne en matière de développement durable. Ils ont été adoptés par le Conseil européen de Göteborg des 15 et 16 juin 2001 et viennent compléter la Stratégie de Lisbonne.
Ces principes et objectifs sont recensés aux pages 4 et suivantes des conclusions de la Présidence dudit Conseil européen : 